# Piero Livi
Pour les articles homonymes, voir Livi (homonymie).
Piero Livi est un réalisateur et scénariste italien né le 1er avril 1925 à Olbia en Sardaigne, mort à Rome le 2 septembre 2015.

## Biographie
Piero Livi est né à Olbia, en Sardaigne le 1er avril 1925, mais a vécu surtout à Rome. 
Adepte du néoréalisme, il a eu une longue carrière cinématographique, mais n'a tourné qu'une dizaine de films dont les scènes se déroulent surtout en Sardaigne et dont les principaux protagonistes étaient ses concitoyens d'Olbia. Il a dirigé de nombreux artistes dont Corrado Pani, Regina Bianchi, Flavio Bucci et Anna Galiena.
Il a fondé, avec Matteo Maciocco entre autres, le Cineclub di Olbia.
Ses principaux films néoréalistes traitent de la société sarde : Pelle di bandito, inspiré de la vie du hors-la-loi Graziano Mesina (it), Dove volano i corvi d'argento, Sos laribiancos, I dimenticatiet Maria sì.
Piero Livi est mort à Rome des suites d'une pneumonie le 2 septembre 2015.

## Filmographie
- 1957 : Marco del mare
- 1958 : Visitazione
- 1961 : Il faro
- 1962 : Una storia sarda
- 1965 : I 60 di Berchiddeddu co-réalisateur avec Aldo Serio
- 1966 : Il cerchio del silenzio, co-réalisateur avec Aldo Serio
- 1969 : Pelle di bandito [2].
- 1976 : Dove volano i corvi d'argento
- 2001 : Sos laribiancos - I dimenticati
- 2005 : Maria sì